# Onthophagus palestriniae
Onthophagus palestriniae es una especie de insecto del género Onthophagus, familia Scarabaeidae, orden Coleoptera.

Fue descrita científicamente por Moretto & Nicolas en 2004.